# Delod Berawah
Delod Berawah is een bestuurslaag in het regentschap Jembrana van de provincie Bali, Indonesië. Delod Berawah telt 1904 inwoners (volkstelling 2010).